# 松岡理
松岡 理 (まつおか おさむ、1926年7月17日 - 2013年2月24日）は、日本の建築構造学者。名古屋大学名誉教授。中部大学教授。香川県高松市出身。専門の研究分野は建築構造・材料。
2001年日本建築学会賞大賞を受賞。2007年瑞宝中綬章を受章。構造設計作品は大垣市総合体育館他多数。
2013年2月24日、心不全のため死去。86歳。